# Јован Томић (каменорезац)
Јован Томић био је каменорезац из села Врнчана (Општина Горњи Милановац).  Најбољи представник надгробног каменорезаштва у Рудничком округу и веома тражен мајстор од шездесетих до осамдесетих година 19. века.

## Живот
О животу Јована Томића мало се зна. Каменорезом је почео да се бави око 1860. године под утицајем Обрена Радовића из чачанских Вранића.
Споменике је израђивао на ширем простору од Прањана до Кнића и од Прељине до Љига. Био је ожењен и имао два сина, Милорада и Милоша, који су се такође бавили каменорезом. Томићева радионица налазила се на окружном путу Горњи Милановац−Бољковци крај старог накучанског хана, на месту веома погодном за добављање бранетићког камена и сусрете са наручиоцима.
Феликс Каниц забележио је да је 1888. године, путујући кроз рудничко−таковски крај, прошао поред каменорезачке радионице Јована Томића:
На овом видиковцу наишао сам, на моје велико изненађење, на радоницу једног мајстора који ствара на стотине оних необичних, већином војничким фигурама украшених камених споменика...
Јован Томић живео је 50 година. Изненада је преминуо у јесен 1888. године од пришта, како је забележено у протоколу умрлих. Сахрањен је на врнчанском гробљу. На надгробнику који је за живота сам себи израдио, уклесано је:
Овде почива молер Јован Томић. Поживи 50 г. а умре 30. октомбра 1888.
Ово је једини пример да је каменорезац на споменику ликовно представљен:
Висок и у ставу мирно, шепури се шеширом, прслуком микадом отворених ревера, широким панталонама и сандалама. Прави грађанин, господин. (...) Биљег му је, зато, као и из неког далеког варошког света, залутао међу тежачке каменове.

## Дело
Надгробнике је клесао од крупнозрног бранетићког конгломерата у облику стуба, ређе масивних крстова. У начину израде, украшавања и исписивања споменика угледао се на бројне безимене претходнике, али је мотив геометријски умноженог крста све више смањивао у корист поља за унос епитафа.
Израдио је велики број споменика са рељефном представом покојника. Најчешће су у питању ликови војника, страдалих у Српско  приказани с рукама низ тело и без оружја. Ноге, помало повијене у коленима, кренуле су „у страну”. У појединим случајевима страдалог „Јаворца” показао је двојако − с једне стране споменика као војника у униформи, а друге у народном руху. Израђивао је и ликове сељана, а сасвим ретко и женске ликове.
Осим геометријски удвојених крстова, споменике је украшавао афронтираним птицама и урезом лиснате стабљике са цветом. Крупнозрни, тврди конгломерат који је користио није био погодан за финије урезе. На споменицима мајсторима понекад је урезивао представе алата, који ближе одређују професију покојника.
Рукопис Јована Томића је добар, а слова дубоко урезана, крупна и правилна. У епитафе уписивао је само најосновније податке о преминулима. Нешто дужи су натписи несрећно настрадалима и војницима палим у Српско−турским ратовима (1876−1878).
На споменицима се потписивао са: Писо Јован Томић, Писо м. Јован Томић из Врнчана ок. руд., Писао Јован Томић из Доњих Врнчана, Писао Јован Томић из Врнчана среза црногорског округа рудничког и Милош Таловић из Остре 1870.

## Епитафи
Епитафи Јована Томића садрже само основне податке о покојнику, евентуално и како је настрадао. Сасвим су ретки „песнички узлети” попут: Растави се са земаљским светом и отиде ка вечном животу.
Крајпуташ Алексију Илићу (†1876) Бољковци
Приђи те прочитај овај спомен.
Показује војника II класе
АЛЕКСИЈА ИЛИЋА
из Бољковаца
кои поживи 25 [година]
а погибе у рату на Кладници
19. јула 1876 г.
Овај спомен подиже му
тужна мати његова једином сину
29. јуна 1878. г.

Крајпуташ Крсти Топаловићу (†1876) Брђани
Овај спомен показује војника
КРСТУ ТОПАЛОВИЋА
калфу терзијск[ог]
род[ом] из Брђана.
Он је био у трнавском батаљону
чачаске 1-бригаде.
Кои е у 25. год[ини] свог живота
[погинуо] за крст часни
и за отаџбинство на Погледи
21. авгус[та] 1876.
Овај спомен сродника
палог вој[ника]
[подигоше] ковачи Милановца
21. августа 1877. г.